# Meleoma tezcucana
Meleoma tezcucana är en insektsart som först beskrevs av Banks 1949.  Meleoma tezcucana ingår i släktet Meleoma och familjen guldögonsländor. Inga underarter finns listade i Catalogue of Life.